# Stenus placidus
Stenus placidus är en skalbaggsart som beskrevs av Thomas Casey. Stenus placidus ingår i släktet Stenus och familjen kortvingar. Inga underarter finns listade i Catalogue of Life.